# L-forma baktérium

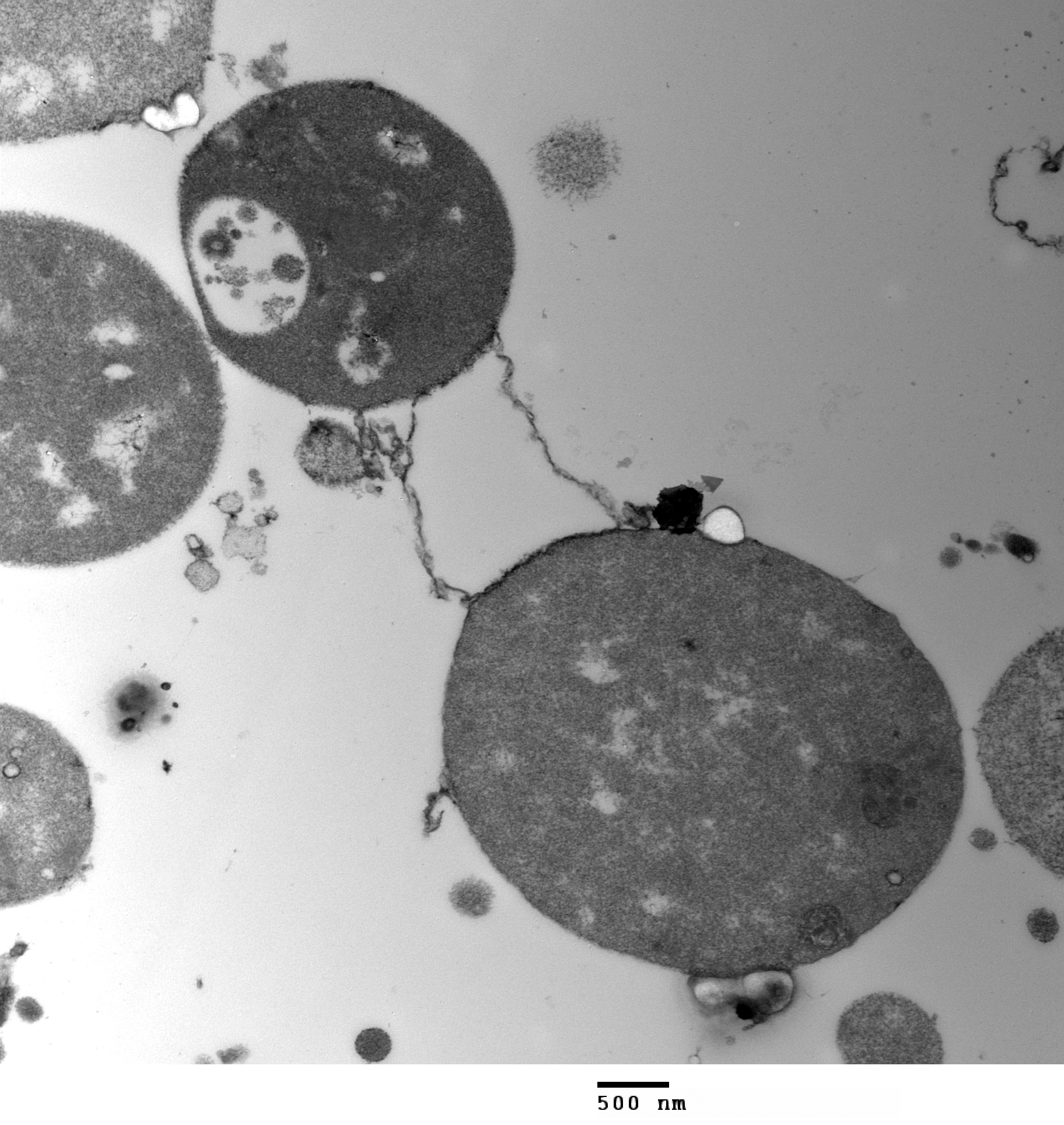
Bacillus subtilis L-formájának transzmissziós elektronmikroszkópos felvétele. A skála beosztása 500 nanométeres.

 Az „L-forma” szócikk ide irányít át. A cukrok és aminosavak L-konfigurációjáról az Optikai izoméria szócikk ír.
Az L-forma baktérium (baktériumok L-formája), az angol nyelvű szakirodalomban még: L-phase bacteria, L-phase variants vagy cell wall deficient (CWD) bacteria kifejezés olyan baktériumtörzsre utal, aminek hiányzik a sejtfala. Emmy Klieneberger-Nobel német származású mikrobiológus izolálta őket elsőként 1935-ben, és adta nekik az „L-forms” (L-formák) nevet, munkahelye, a londoni Lister Institute után.
Két fajtáját különböztetik meg: az instabil L-formák vagy szferoplasztok osztódásra képesek, de képesek visszaalakulni sejtfallal rendelkező formára, és a stabil L-formák, amik visszaalakulásra nem képesek.
Egyes parazita életmódú baktériumokból, mint a fitoplazma vagy a mikoplazma szintén hiányzik a sejtfal, de ezeket nem tekintik L-formáknak, mivel nem egyébként sejtfallal rendelkező baktériumok különleges alakváltozatai.

## Megjelenés, sejtosztódás

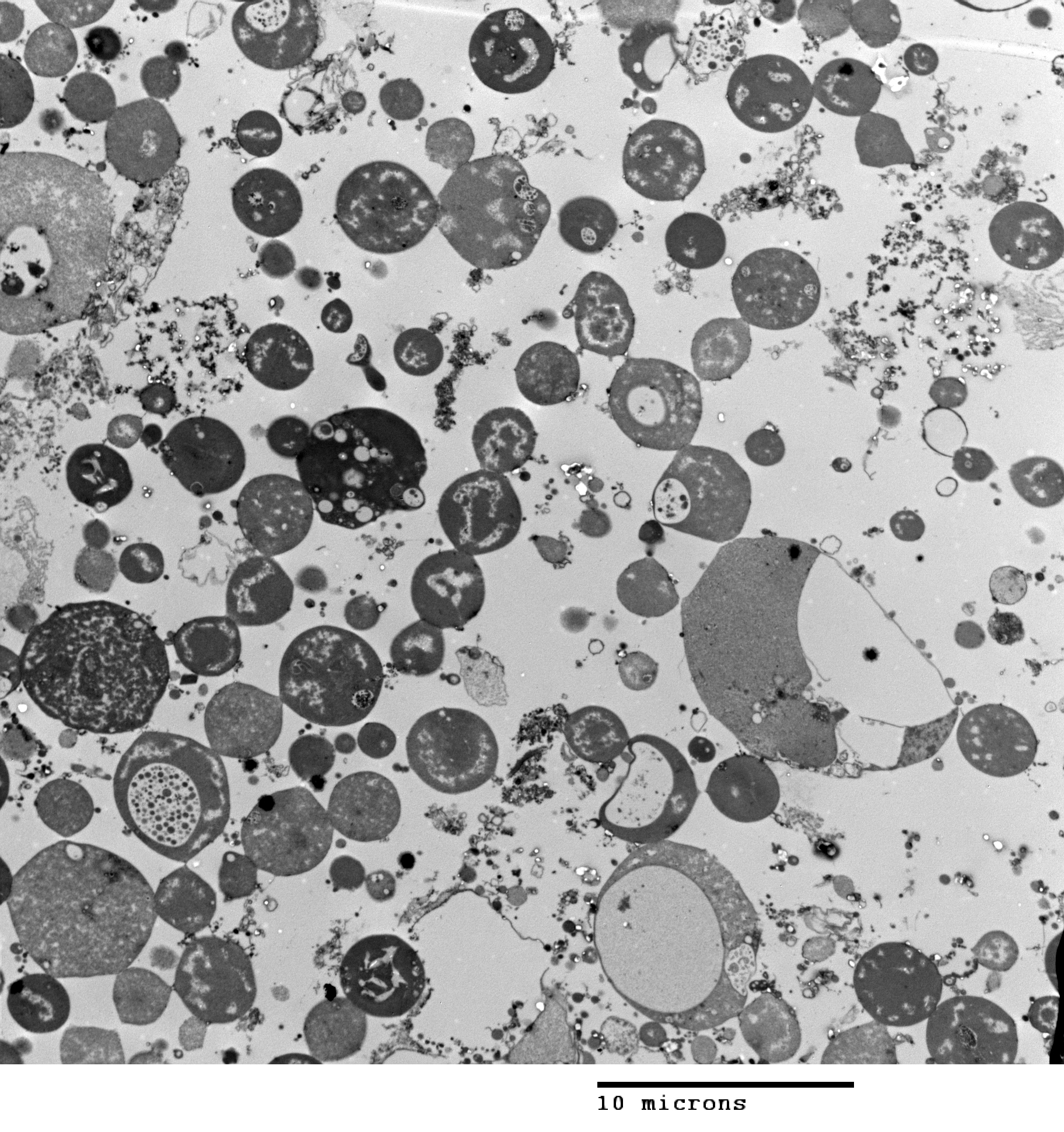
Különböző méretű Bacillus subtilis L-formák transzmissziós elektronmikroszkópos felvétele. A skála beosztása 10 mikrométeres.

A baktériumok morfológiáját a sejtfal határozza meg. Mivel az L-formák nem rendelkeznek sejtfallal, alakjuk eltér a baktériumtörzsétől, amelyből erednek, tipikusan gömb vagy szferoid. Például a pálcika alakú Bacillus subtilis fáziskontraszt-mikroszkóp vagy transzmissziós elektronmikroszkóp alatt kerek formájúnak látszik.
Bár L-formák Gram-pozitív és Gram-negatív baktériumokból egyaránt kialakulhatnak, a Gram-festés során az L-formák mindig Gram-negatív eredményt adnak a sejtfal hiánya miatt.
A sejtfalnak fontos szerepe van a sejtosztódásban is, ami a legtöbb baktérium esetében kettéosztódással (bináris hasadás) történik. Az L-formák esetén a sejtfal hiánya miatt a sejtosztódás szervezetlen, így az osztódás során a nagyon aprótól a nagyon nagyig különböző méretű sejtek jönnek létre.

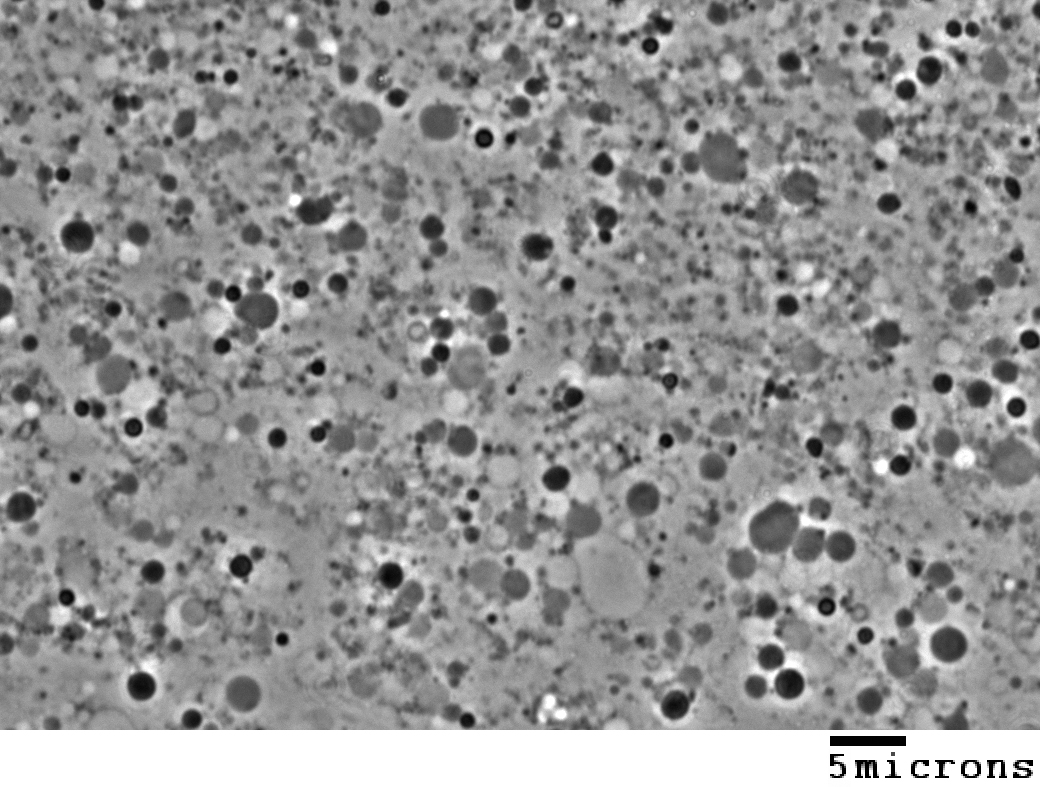
Bacillus subtilis L-forma sejtjeinek fáziskontraszt-képe. A skála beosztása 5 mikrométeres.

A bakteriális sejtosztódás általában megköveteli a sejtfal, és a bakteriális sejtváz minden komponensének (mint pl. az FtsZ) jelenlétét. Az L-forma baktériumok képessége, hogy ezek nélkül is növekedjenek és osztódjanak merőben szokatlan, és talán egy az élet fejlődésének korábbi szakaszaiban működő sejtosztódási formát képvisel. Ennek a sejtosztódási formának sajátossága, hogy vékony kitüremkedések alakulnak ki a sejt felületén, amik aztán leválnak, hogy új sejteket alkossanak.

## Létrehozás kultúrában
L-formákat laboratóriumi körülmények között is létre lehet hozni egyébként sejtfallal rendelkező fajokból, mint a Bacillus subtilis vagy az Escherichia coli. Ez történhet a peptidoglikán-szintézis antibiotikummal való gátlásával, vagy a sejtfalat emésztő lizozim enzimmel való kezelés útján. Az L-formákat olyan tápközegben kell nevelni, aminek az ozmolalitása megegyező a baktérium citoszoljáéval (sejtfolyadék), azaz izotonikus oldat. Ez megakadályozza az ozmotikus sokk kialakulását. A L-formák törzsei instabilak is lehetnek, azaz visszanöveszthetik a sejtfalukat. Ez megakadályozható, ha hosszú ideig azonos körülmények között tartják a baktériumkultúrát.
Egyes kutatóknak sikerült az L-formák létrejöttekor történő mutációkat azonosítani. Az egyik ilyen pontmutáció a lipidanyagcsere mevalonát-anyagcsereútjának egy enzimével kapcsolatos, és az L-formák létrejöttének gyakoriságát mintegy ezerszeresére növelte. Ennek hatásmechanizmusa nem ismert, de köze lehet az enzim szerepéhez egy a peptidoglikán-szintézisben fontos lipid előállításában.
Egy másik módszer a nanotechnológia felhasználása. Mikrofluidikai eszközöket építve a peptidoglikán szintézisét a rendelkezésre álló tér korlátozásával akadályozni lehet. Egy szomszédos mikroélőhelyfoltokat és bakteriális metapopulációkat összekötő, szűk (nagyságrendileg mikrométeresnél kisebb) biológiai folyosón („vadátjárón”) keresztül történő szétszóródás után az L-formához hasonló sejtek nyerhetők.

## Jelentőségük, alkalmazásaik
Az L-forma baktériumok kutatása hasznos lehet az élet ősi formáinak kutatásában és a biotechnológiában.
A laboratóriumban létrehozott L-forma baktériumtörzsek létezését a természetben nem sikerült igazolni. Egyes publikációk humánpatogén L-forma baktériumok létezése mellett érveltek, de a betegség és ezen életformák közötti kapcsolat töredékes és gyakran ellentmondásos, ezért az elmélet vitatott maradt.
A kérdésben a két végletes álláspont szerint az L-forma baktériumok vagy mindössze laboratóriumi látványosságok, vagy betegségek fontos, fel nem ismert okozói. Az L-forma baktériumok kutatása folytatódik, például L-forma szervezeteket figyeltek meg egerek tüdejében, miután egy kísérletben Nocardia caviae-vel oltották be őket, és egy tanulmány szerint az L-formák megfertőzhetnek olyan immunszupresszív gyógyszerekkel kezelt pácienseket, akik csontvelő-átültetésen estek át. A sejtfal nélküli baktériumtörzsek kialakulása fontos lépés lehet a gyógyszerrezisztens baktériumok kialakulásában is.
Vizsgálják az L-forma baktériumok biotechnológiai felhasználásának lehetőségét a fehérjetermelés eszközeiként. Itt a sejtfal hiánya kimondottan előnyös, mivel nagy mennyiségű fehérje termelését teszi lehetővé, amik egyébként a sejthártya és a külső membrán közötti periplazmatikus térben gyűlnének fel. A periplazmatikus térben toxikus mennyiségben felgyűlhetnek a fehérjék, ami csökkentheti a kiválasztott fehérjék hozamát.

## Lásd még
- Protoplaszt
- Szferoplaszt
- Mycoplasmataceae
- Nanobaktériumok

## Ajánlott irodalom
- Domingue, Gerald J.. Cell wall-deficient bacteria: basic principles and clinical significance. Reading, Mass: Addison-Wesley Pub. Co (1982). ISBN 0-201-10162-9
- Mattman, Lida H.. Cell wall deficient forms: stealth pathogens. Boca Raton: CRC (2001). ISBN 0-8493-8767-1

## Fordítás
- Ez a szócikk részben vagy egészben az L-form bacteria című angol Wikipédia-szócikk ezen változatának fordításán alapul.  Az eredeti cikk szerkesztőit annak laptörténete sorolja fel. Ez a jelzés csupán a megfogalmazás eredetét és a szerzői jogokat jelzi, nem szolgál a cikkben szereplő információk forrásmegjelöléseként.